# Distretto di Ilava
Il distretto di Ilava (in slovacco: okres Ilava) è un distretto della regione di Trenčín della Slovacchia occidentale.
Fino al 1918, il distretto ha fatto parte della contea ungherese di Trenčín.

## Geografia antropica
Il distretto è composto da 3 città e 18 comuni:

### Città
- Dubnica nad Váhom
- Ilava
- Nová Dubnica

### Comuni
- Bohunice
- Bolešov
- Borčice
- Červený Kameň
- Dulov
- Horná Poruba
- Kameničany
- Košeca
- Košecké Podhradie

- Krivoklát
- Ladce
- Mikušovce
- Pruské
- Sedmerovec
- Slavnica
- Tuchyňa
- Vršatské Podhradie
- Zliechov